# 산탄데르주

산탄데르 주

산탄데르주(스페인어: Departamento de Santander)는 콜롬비아 중북부에 위치한 주로 주도는 부카라망가이며 면적은 30,537km2, 인구는 2,040,988명(2013년 기준), 인구 밀도는 67명/km2이다. 1857년 5월 13일에 신설되었으며 8개 현과 87개 지방 자치체를 관할한다. 남쪽과 남동쪽으로는 보야카 주, 북동쪽으로는 노르테데산탄데르 주, 북쪽으로는 세사르 주, 서쪽으로는 볼리바르 주, 안티오키아 주와 접한다.

주기
주 문장